# カシミール・ニンガ
ロドリグ・カシミール・ニンガ（フランス語: Rodrigue Casimir Ninga、1993年5月17日 - ）は、チャドのサッカー選手。キプロス・ファーストディビジョン・アノルトシス・ファマグスタ所属。チャド代表。ポジションはFW。

## クラブ歴
ルネサンスFCで選手となった。2013年にガボンのASマンガスポールに移籍し、2013-14シーズン、2014-15シーズンのリーグ連覇に貢献した。
2015年夏にリーグ・アンのモンペリエHSCに移籍。リーグ・アンでは初年度から27試合7得点4アシストの結果を残した。2018年夏にSMカーンに移籍した。

## 代表歴
2011年11月11日の2014 FIFAワールドカップ・アフリカ1次予選のタンザニア代表戦で代表初出場。2014年5月31日のアフリカネイションズカップ2015予選のマラウイ代表戦で代表初得点。

## 個人成績
2018年8月9日現在
代表での得点一覧
| No | 日附           | 場所                                                           | 対戦相手     | 得点 | 結果 | 大会                               |
| -- | -------------- | -------------------------------------------------------------- | ------------ | ---- | ---- | ---------------------------------- |
| 1. | 2014年5月31日  | ンジャメナ・スタッド・オムニスポール・イドリス・マハマト・ウヤ | マラウイ     | 2–0  | 3–1  | アフリカネイションズカップ2015予選 |
| 2. | 2014年12月4日  | マラボ・ヌエボ・エスタディオ・デ・マラボ                       | コンゴ共和国 | 1–0  | 1–1  | CEMACカップ2014                    |
| 3. | 2014年12月7日  | マラボ・ヌエボ・エスタディオ・デ・マラボ                       | ガボン       | 1–0  | 1–0  | CEMACカップ2014                    |
| 4. | 2014年12月9日  | バタ・エスタディオ・デ・バタ                                   | 赤道ギニア   | 1–0  | 1–0  | CEMACカップ2014                    |
| 5. | 2014年12月14日 | バタ・エスタディオ・デ・バタ                                   | コンゴ共和国 | 3–1  | 3–2  | CEMACカップ2014                    |